# Couronne estonienne
Pour les articles homonymes, voir EEK.
La couronne estonienne (en estonien : Eesti kroon ; abréviation internationale : EEK) était la monnaie nationale ou devise de l'Estonie jusqu'à son remplacement par l'euro le 1er janvier 2011. La couronne était gérée par la Banque d'Estonie, la banque centrale estonienne.

## Histoire de la couronne estonienne

### La première couronne estonienne (de 1928 à 1940)
La couronne estonienne a été introduite le 1er janvier 1928, en remplacement du mark estonien, au taux de 1 couronne pour 100 marks.

En 1933, lors de la crise économique, la couronne estonienne connaît une nouvelle dévaluation.

À la suite de l'invasion soviétique de 1940, la couronne estonienne fut remplacée  par le rouble soviétique au taux de 1 rouble pour 0,8 couronne.

### La seconde couronne estonienne (de 1992 à 2011)
À la suite de l'indépendance de l'Estonie, la couronne estonienne fut réintroduite dès le 20 juin 1992, en remplacement du rouble russe, au taux de 1 couronne pour 10 roubles. La couronne fut alors liée au Deutsche Mark au taux de 8 EEK pour 1 DEM.

### La couronne estonienne et l'euro
Depuis le 27 juin 2004, la couronne estonienne était liée à l'euro dans le cadre du mécanisme de change européen (comme le tolar slovène et le litas lituanien), en vue de l'adoption de l'euro initialement prévue en janvier 2007, si les autres critères étaient remplis. Finalement, en raison d'une inflation trop élevée en 2006, cette adhésion est reportée à une date ultérieure.
Le taux de change a été fixé à 1 euro = 15,646 6 EEK ± 15 % (dans les faits depuis 2004, le taux de change est resté fixe).
Le 13 juillet 2010, le Conseil de l'Union européenne a décidé l'adoption définitive de l'euro par l'Estonie au 1er janvier 2011 : tous les prix en Estonie ont été mis en double affichage (couronne/euro). La couronne perd sa valeur légale le 15 janvier 2011.
Le dessin qui est utilisé sur la face nationale de l'euro a été choisi par concours public, le 15 décembre 2004 ; le dessin choisi est le « hara 2 ».